# Арнолд Рител
Арнолд Рител (ест. Arnold Rüütel; Лаимјала, 10. мај 1928 — 31. децембар 2024) био је естонски политичар и државни функционер. Обављао је функцију трећег председника Естоније (2001—2006), функцију председавајућег Президијума врховног совјета Естонске ССР (1983–1990), те функцију председавајућег Врховног савета Естоније (1990–1992. године). У чак 11 сазива је обављао дужност депутата у Совјету нација Врховног Совјета Совјетског Савеза (1984–1989. године) у име Естонске ССР.
По образовању је агроном. У периоду од 1969. године до 1977. године радио је као ректор на Пољопривредном факултету у Тартуу.